# Ultraman: Rising
Ultraman: Rising è un film d'animazione del 2024 diretto da Shannon Tindle.
Il film è basato sulla serie Ultra della Tsuburaya Productions ed è stato distribuito in tutto il mondo su Netflix il 14 giugno 2024.

## Trama
Il giocatore professionista di baseball Kenji "Ken" Sato torna a casa in Giappone, nonostante sia sul punto di vincere un campionato in America. La giornalista Ami Wakita attribuisce la sua improvvisa partenza alle voci di affari di famiglia incompiuti, ma in realtà è per combattere i kaiju nei panni del gigantesco supereroe Ultraman (che viene chiamato rising ed e molto probabile che sia il figlio di ultraman powered/ ultraman the ultimate Hero), un mantello che accetta con riluttanza da suo padre, il professor Sato. Dopo una battaglia con il mostro Neronga, Ken si sente sottovalutato dopo le lamentele dei cittadini e si sfoga dicendo che non ha mai voluto essere Ultraman mentre ricorda sua madre Emiko, che è recentemente scomparsa.
Il Dr. Onda, l'ufficiale capo della Kaiju Defense Force (KDF), che nutre rancore nei confronti di Ultraman e nei Kaiju, monitora una squadra di trasporto che consegna un pacco segreto. Tuttavia, vengono inseguiti dal kaiju Gigantron simile a un uccello e Ken è costretto a lasciare il campo di gioco per combatterlo. Gigantron perde conoscenza in cima al pacco, che si rivela essere un uovo che presto si schiude in un Gigantron neonato, costringendo Ultraman a portarla con sé prima che la KDF la uccida.
Mentre il bambino si imprime su di lui come suo genitore, Ken la cresce con riluttanza con l'aiuto della sua assistente I.A. Mina, chiamandola Emi come sua madre e affezionandosi a lei nel tempo. Non volendo accettare l'aiuto di suo padre a causa della loro relazione estraniata, Ken lotta con la sua carriera e i doveri genitoriali. Lui si rivolge ad Ami, lei stessa genitore, per chiederle come affronta la genitorialità, e lei gli dice che, nonostante le difficoltà, può essere gratificante. Una notte, Ken abbandona un colloquio con Ami dopo che Emi è fuggita a Tokyo, e Onda gli chiede di consegnarla. Tuttavia, rifiuta e ferisce accidentalmente la spalla di Emi mentre cerca di salvarla. Porta Emi a casa e finalmente contatta suo padre per chiedere aiuto, che la guarisce e lo aiuta a crescerla.
Onda rivela al capitano della KDF il suo piano di utilizzare l'ecolocalizzazione di Emi per trovare l'isola dove vivono i kaiju e distruggerla, che giustifica come un mezzo per proteggere l'umanità dopo che la sua famiglia è stata uccisa in un incidente in cui Ultraman combatto contro un kaiju. In una baita di famiglia, Ken e Sato riconciliano la loro relazione ora che Ken capisce la lotta di essere un genitore e Ultraman. Tuttavia, Emi entra in uno stadio pupale quando la KDF li trova e li attacca, ferendo Sato. A casa, Ken lo mette in un tubo di guarigione mentre Emi si schiude dal suo bozzolo, dopo aver sviluppato le ali. Sente i richiami della sua madre naturale attraverso la baia di Tokyo e vola verso di lei.
Poco dopo, la KDF attacca la casa di Ken, distruggendo Mina e facendo scomparire il tubo di Sato in mare. Ultraman rintraccia Emi al centro della baia, dove incontrano un Gigantron meccanizzato. Lo attacca, ma si ferma dopo aver notato della carne sotto il metallo e aver capito che non si tratta di una macchina ma dell'originale, trasformata in un cyborg. Ultraman supera il suo limite di energia e ritorna da Ken, ma viene salvato da Sato, che ritorna nella sua forma Ultra, Ultradad. Emi riesce a rompere il controllo della KDF su Gigantron mentre Onda trasforma un'astronave della KDF in un gigantesco mecha e combatte Ultraman, Ultradad e il kaiju, incolpando Ultradad per la morte della sua famiglia. Onda viene sconfitto, ma innesca una sequenza di autodistruzione che lo uccide mentre Ultraman forma una barriera per prevenire ulteriori danni.
Più tardi, Ami intervista finalmente Ken, che è sopravvissuto nonostante la sua spalla sia stata ferita, e nota che è maturato di recente, cosa che attribuisce alla sua famiglia. Condivide un messaggio vocale di sua madre che esprime la sua speranza che si riconcili con suo padre e che le loro decisioni come genitori provengano da un luogo d'amore per prepararlo alla vita. Più tardi, Ken e Sato riescono a trovare l'isola dei kaiju con l'aiuto di Emi e Gigantron.
In una scena a metà dei titoli di coda, Emiko contatta Ken per chiedere aiuto, rivelando che è bloccata sul pianeta natale di Ultraman nella Nebulosa M78.

## Produzione
Il progetto è stato annunciato come esclusiva Netflix nel maggio 2021, con Shannon Tindle come regista e co-sceneggiatore del film insieme a Marc Haimes. Tom Knott è il produttore, Lisa Poole è la coproduttrice, John Aoshima è il co-regista e Industrial Light & Magic ha prodotto il film. Nel luglio 2022, Netflix ha pubblicato un'immagine che anticipava lo stile di animazione del film e il design di Ultraman.

## Distribuzione
Nell'ottobre del 2023, Tindle ha condiviso su Twitter una prima immagine di Ultraman e il titolo ufficiale del film come Ultraman: Rising, anticipando un annuncio per la Geeked Week 2023. Nel novembre 2023, il cast vocale del film e il primo trailer sono stati mostrati in occasione della Geeked Week 2023. Il film uscirà in tutto il mondo il 14 giugno 2024.